# Der Orden des geheimen Baumes
Der Orden des geheimen Baumes (englischer Originaltitel: The Priory of the Orange Tree) ist ein Fantasyroman von Samantha Shannon aus dem Jahr 2019. Der Roman wurde am 26. Februar 2019 von Bloomsbury Publishing veröffentlicht. Die deutsche Übersetzung erschien 2020 in zwei Teilen, Die Magierin (21. September 2020) und Die Königin (19. Oktober 2020), im Verlag Penhaligon. Shannon beschreibt ihren Roman als eine „feministische Neuerzählung der Legende von Sankt Georg und dem Drachen“ in Verbindung mit japanischer und chinesischer Mythologie.
Im April 2022 kündigte Shannon Das Kloster des geheimen Baumes (A Day of Fallen Night) als für sich stehende Vorgeschichte zu Der Orden des geheimen Baumes an. Der Roman erschien am 28. Februar 2023 bei Bloomsbury Publishing und wurde im Deutschen von Penhaligon erneut in zwei Teilen veröffentlicht: Die Thronfolgerin (12. Juli 2023) und Die Drachenreiterin (16. August 2023).

## Inhalt

### Vorgeschichte
Tausend Jahre vor den Ereignissen des Romans verbreitete der böse, feueratmende Lindwurm, bekannt als der Namenlose, eine drakonische Seuche, während er nur durch tägliche Menschenopfer in Schach zu halten war. Schließlich wurde Prinzessin Cleolind von Lasia als das nächste Opfer ausgewählt. Der wandernde Inysh-Ritter namens Sir Galian Berethnet griff ein, im Austausch für Cleolinds Hand in der Ehe und die Konversion ihres Volkes hin zu seiner Religion. Einigen Berichten zufolge wurde der Namenlose von Sir Galian mit dem Schwert Ascalon besiegt, das von der Hexe von Inysca geschaffen worden war. Sir Galian heiratete Prinzessin Cleolind. Deren Nachkommen im Haus Berethnet regierten Inys als Königinnen und Anführerinnen des Glaubens an die Tugenden der Ritterlichkeit, während Drachen und Magie verurteilt und gefürchtet werden. Der Kummer der Zeitalter oder das Große Leid ereignete sich fünfhundert Jahre später, als fünf hohe westliche Drachen unter der Führung von Fýredel eine drakonische Armee aus halbdrakonischen Monstern schufen. Sie führten über ein Jahr lang Krieg gegen die Menschheit, bis sie plötzlich in den Schlaf fielen.

### Erzählwelt
Die Welt von Priory umfasst die Regionen Ost, West und Süd, von denen jede aus mindestens zwei Ländern besteht. Die prägende Kultur jeder Region entsteht aus ihrer Haltung gegenüber Drachen und den unterschiedlichen Geschichten über die Niederlage des Namenlosen. Die östliche Nation Seiiki schloss ihre Grenzen aufgrund der drakonischen Seuche oder „roten Krankheit“. Aufgrund dieser Isolation vergaß der Westen, dass es bedeutende Unterschiede zwischen östlichen und westlichen Drachen gibt, nämlich dass östliche Drachen gutartig sind. Die Nationen des Ostens verehren Drachen, und einige wenige werden als Drachenreiter ausgebildet. Die meisten Nationen des Westens hassen und fürchten sie.
Der Glaube an die Tugenden der Ritterlichkeit ist in mehreren Nationen des Westens vorherrschend und wird kollektiv als Tugendtum bezeichnet. Der Glaube an die Mutter unter den Lasianern besagt, dass nicht Sir Galian, sondern Prinzessin Cleolind Onjenyu den Namenlosen verbannte. Die Menschen des Ostens verehren Drachen als Götter.

### Handlung
Aktuell ist die Macht von Königin Sabran der Neunten in Inys fragil; sie hat noch keine Thronerbin hervorgebracht, und der Namenlose droht erneut zu erwachen. Ead Duryan ist eine Außenseiterin aus dem Süden, die als Hofdame und Beschützerin für Sabran fungiert, aber loyal zur geheimen Magiergesellschaft des Priory ist, die ihre eigene Sicht auf die Geschichte von Cleolind, der Mutter, und Sir Galian, dem Täuscher, hat. In der Zwischenzeit wird Lord Arteloth Beck, enger Freund von Sabran, auf eine sinnlose und gefährliche Mission aus Inys verbannt, von denen, die die Königin schwächen wollen.
Im Osten, wo Wasserdrachen als lebende Gottheiten verehrt werden, hat Miduchi Tané ihr Leben damit verbracht, sich zur Drachenreiterin auszubilden. Als Tané auf einen Eindringling aus dem Westen stößt, riskiert sie ihre Zukunft, indem sie ihn bei Niclays Roos, einem alkoholabhängigen Alchemisten, versteckt. Roos wurde vor Jahren vom Hof Sabrans verbannt und sucht im Exil weiter nach dem Geheimnis der Unsterblichkeit. 

## Stil
Die Erzählung erfolgt in einer begrenzten Perspektive der dritten Person und wechselt zwischen der Sicht von vier Hauptfiguren: der Spionin Ead Duryan, dem Höfling Arteloth Beck, der Drachenreiterin Tané und dem Alchemisten Niclays Roos.

## Rezeption
Laut dem Literaturkritik-Aggregator Book Marks erhielt der Roman größtenteils positive Rezensionen. Liz Bourke, die für Tor.com schrieb, kritisierte die Länge des Buches und das Fehlen von Komplexität, lobte jedoch die „wirklich gute langsame Liebesgeschichte“.